# Pułk Pontonowy
1 Samodzielny Zmotoryzowany Pułk Pontonowo-Mostowy' – związek taktyczny wojsk inżynieryjno-saperskich ludowego Wojska Polskiego.

## Formowanie i szkolenie
Na podstawie rozkazu Nr 067 Naczelnego Dowództwa Wojska Polskiego z  27  września  1945roku, dwa bataliony pontonowo-mostowe (6 i 31) wyłączono ze składu 3 Brygady Pontonowo – Mostowej i na ich podstawie sformowano 1 Samodzielny Zmotoryzowany Pułk Pontonowo-Mostowy z miejscem stacjonowania we Włocławku. W 1949  1 Samodzielny Zmotoryzowany Pułk Pontonowo-Mostowy przeformowano na 3 Warszawski Pułk Pontonowy. Pułk stacjonował we Włocławku. 

## Skład organizacyjny
- dowódca pułku - płk Włodzimierz Piliński
- zastępca dowódcy ds. wychowawczych – kpt Władysław Mydłowski
- pomocnik dowódcy ds. technicznych – mjr Cyryl Borak
- szef sztabu – mjr  inż. Anatol Wesołowski

## Sztandar i wyróżnienia
Sztandar ufundowany przez społeczeństwo Włocławka i Kujaw został wręczony 29 października 1945 roku.  Na mocy rozkazu Naczelnego Dowódcy WP nr 263 z 1 listopada 1945 roku, Pułk został odznaczony Orderem Krzyża Grunwaldu III klasy aktu dekoracji dokonał w Szczecinie w „Dniu Sapera” (16 kwietnia 1946) Prezydent RP. W uznaniu zasług bojowych w szturmie Berlina uchwałą Rady Najwyższej ZSRR z 8 VII 1945 r. Pułk został odznaczony orderem Czerwonej Gwiazdy. Jednostce nadano tytuł wyróżniający i miano "Warszawskiej".